# Médecine en Mésopotamie
La médecine mésopotamienne est l'une des plus anciennes formes de médecine attestée. Elle est documentée par de nombreuses tablettes cunéiformes rapportant des diagnostics médicaux, des remèdes pharmacologiques, et aussi des rituels de guérison, qui concernent une vaste gamme de problèmes de santé. 

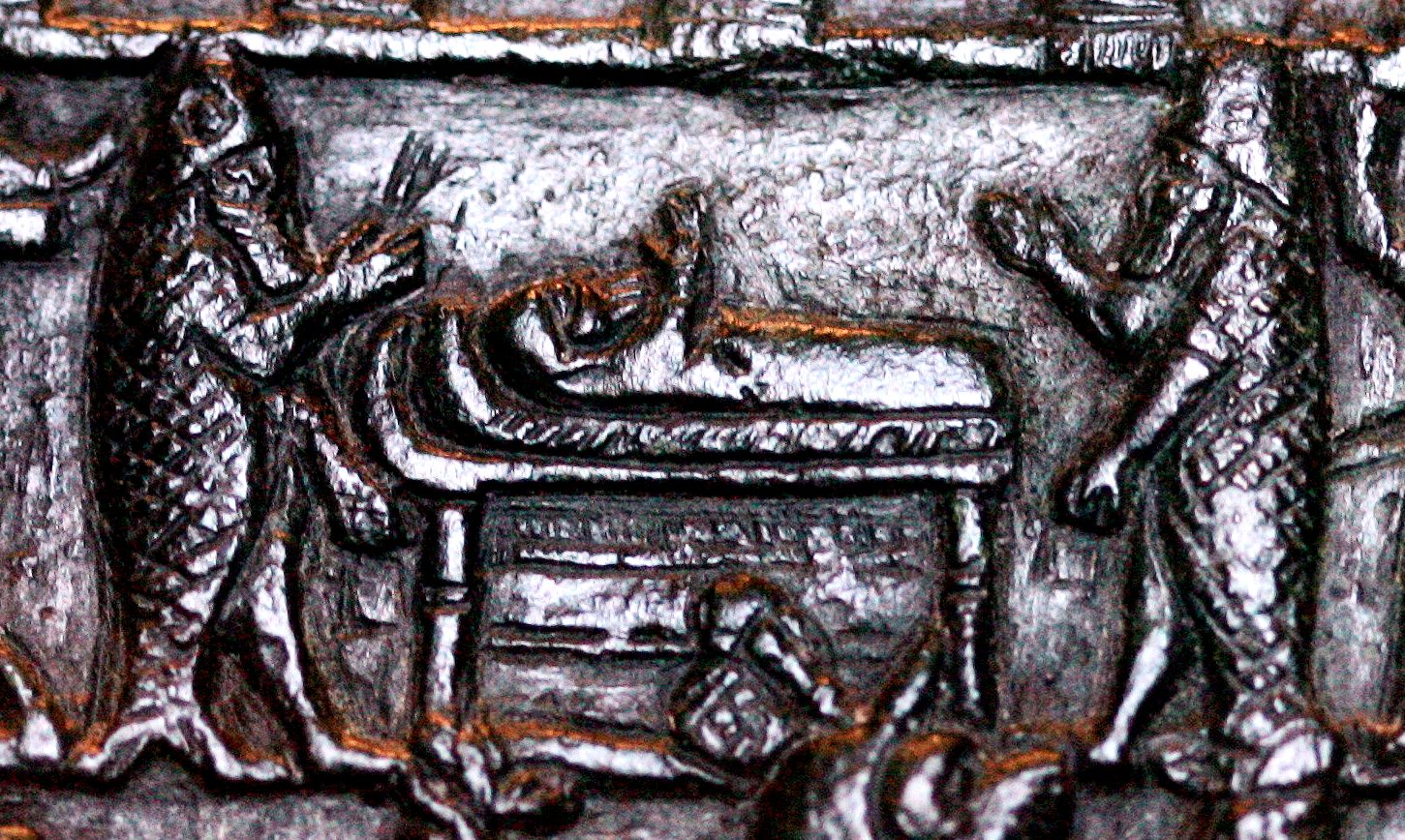
Scène de guérison d'un patient, détail de la « plaque de Lamashtu », Musée du Louvre,

Comme souvent dans l'étude de la médecine ancienne, les pratiques relevant de ce qu'on qualifie de médecine se combinent avec celles que l'on considère comme relevant de la magie. Cette cohabitation a suscité des débats interprétatifs. On a notamment cherché à dégager les éléments proprement scientifiques de cette médecine, et écarté tout ce qui s’apparente à de la superstition, à de la magie (voir le débat sur le statut respectif de l’asû et de l’āšipu). On l’a également considérée comme une science ayant fini par se pervertir et devenir une superstition, ou à l’inverse une pratique magique devenue progressivement plus scientifique. Pour autant, la division entre ce qui est du point de vue actuel « rationnel » et « irrationnel » n’a pas de raison d’être pour les anciens Mésopotamiens, et les textes médicaux mélangent allègrement les deux choses. Il ne s’agit pas de procéder à des distinctions artificielles, ni de chercher à condamner ou excuser les Mésopotamiens pour la médecine qu’ils ont (ou n’ont pas) pratiquée. 
La médecine mésopotamienne est à resituer dans son propre contexte, celui d’une pratique complexe, ayant recours à différents spécialistes sans doute plus complémentaires que concurrents, et ayant sa propre rationalité, même s’il ne faut pas y chercher une pratique « scientifique » au sens moderne du terme, en éliminant ce qui ne relève pas du champ de la médecine moderne.

## Sources

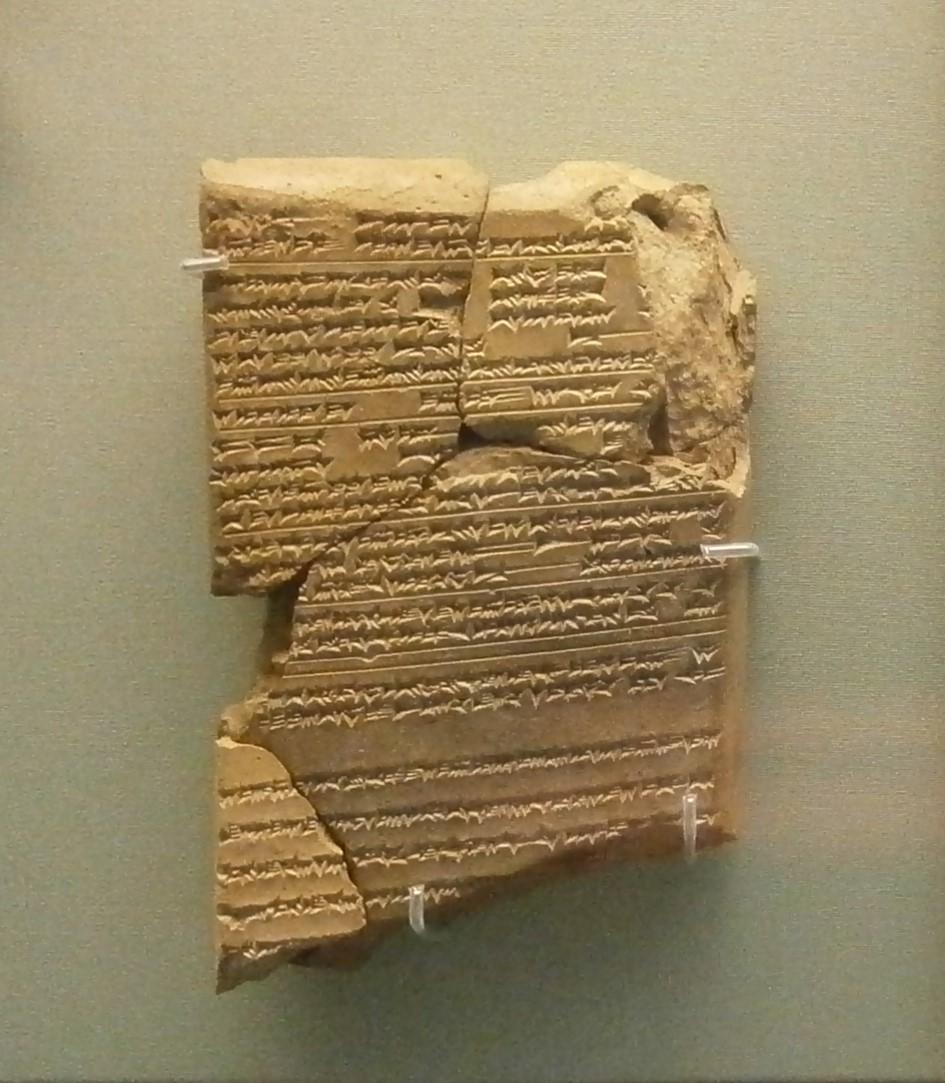
Tablette de Ninive prescrivant des remèdes de type médical (cataplasmes) et magiques (réalisation d'amulettes) pour guérir des jeunes enfants. v. 650 av. J.-C., British Museum.

Des sources sur la médecine mésopotamienne remontent jusqu’à la période de la Troisième Dynastie d'Ur, à la fin du IIIe millénaire. Un plus grand corpus date de la première moitié du IIe millénaire (période paléo-babylonienne), mais la plus importante part de textes médicaux, et de très loin, provient des grandes cités de la période néo-assyrienne (911-609), où sont conservés les savoirs accumulés au cours des périodes précédentes. La seconde moitié du IIe millénaire est très peu documentée.
La plus massive des sources sur la médecine mésopotamienne est le Traité de diagnostics et pronostics, qui est comme son nom (moderne) l’indique une liste de diagnostics et pronostics de maladies, avant tout destiné au spécialiste appelé āšipu (voir plus bas). Ce texte se présente comme ceux destinés à la divination. Sa version complète devait comporter quarante tablettes, et près de trois mille entrées. Il s’agit de la compilation de textes plus anciens, remontant au moins au début du IIe millénaire pour les plus anciens, effectuée au XIe siècle par Esagil-kîn-apli, un lettré de Borsippa. Des tablettes de diagnostics et pronostics ont été retrouvées en divers endroits. Le traité débute par la série Enûma ana bīt marsi āšipu illaku (« quand l’āšipu va à la maison du malade »), qui présente ce qui peut se passer quand l’āšipu se rend chez son patient, et dans quoi il peut deviner le sort de ce dernier avant même de l’avoir ausculté. Par exemple, s’il croise un cochon noir, alors le patient mourra ; mais si c’est un cochon blanc, il guérira. La suite concerne les maux touchant le patient, progressant par organe, de la tête jusqu’aux pieds. Puis une autre partie s’intéresse au nombre de jours de maladie du patient. La suite concerne la neurologie. Deux autres tablettes concernent les maladies intestines et les lésions de la peau, et la dernière partie traite des problèmes gynécologiques et infantiles. Les descriptions des maladies ne nous permettent pas tout le temps de bien les identifier.
Les textes thérapeutiques, destinés concrètement à la guérison du patient, comportent des prescriptions. Il s’agit là encore de listes de remèdes, commençant généralement par donner le nom de la maladie, puis les ingrédients du traitement et sa recette, avant de dire comment l’administrer. On utilise des éléments végétaux, minéraux, ou animaux, pas toujours bien compris par les traducteurs contemporains. Les quantités nécessaires pour élaborer le « médicament » ne sont pas souvent précisées ; il arrive que l’on dise combien de jour le traitement doit durer ou combien de fois par jour il doit être administré. Pour aider les spécialistes dans l’élaboration des remèdes pharmaceutiques, il existait une liste, URU.AN.NA, un glossaire de plantes, ou encore un « manuel », la série Šammu Šikinšu,. Les prescriptions thérapeutiques mélangent remèdes « rationnels » et « irrationnels », puisqu’on y trouve des incantations et rituels à côté de procédés d’élaboration de remèdes pharmaceutiques. Certains textes médicaux sont des formes abrégées de textes thérapeutiques, beaucoup plus concis que les habituels, servant sans doute de sorte d’index.
Extrait d'un texte thérapeutique mésopotamien (BAM 159, paragraphe 2) :

« Si un homme évacue du sang de son pénis, comme s’il avait des règles, pour le guérir : tu broieras ensemble des pois chiches, de l’ase fétide et de la salicorne, tu verseras dans de la bière, tu laisseras reposer toute une nuit sous une étoile, il boira le matin, à jeun et il guérira". (Traduction Magalie Parys). »

Certains textes de la vie courante nous informent également sur les activités des spécialistes de la médecine mésopotamienne. Les deux plus importants corpus proviennent des palais royaux de Mari, au XVIIIe siècle, et de Ninive, aux VIIIe – VIIe siècles. Un groupe de lettres des archives des gouverneurs de Nippur d'époque kassite documente quant à lui le suivi de plusieurs patientes par des médecins, notamment un dénommé Shumu-libshi (qui semblerait être lié au temple de Gula).  
Extrait d'une lettre de Mari (ARM XXVI.1 n°276) : 

« Dis à mon Seigneur (Zimri-Lim) : ainsi (parle) Sammetar, ton serviteur.

Mon Seigneur m’a envoyé le message suivant : « Une tablette m’est arrivée de Babylone ; viens que nous lisions cette tablette, que nous discutions, que nous fassions la réponse ! ». Voilà ce que mon Seigneur m’a écrit.

Déjà auparavant, lorsque mon Seigneur était de passage à Zurubban, j’avais envoyé à mon Seigneur (Dari-… Le médecin qui me soignait, m’avait tenu ces propos : « Si ces deux jours où pendant le plus fort de la maladie tu ne dois absolument pas bouger, tu ne sors pas de chez toi, le dieu t’épargnera et tu resteras en vie ». Voilà ce que le médecin m’avait dit. Aussi ne suis-je pas allé aux sacrifices pour Diritum. Comme au milieu …
(Lacune). »

On peut y ajouter deux textes humoristiques dans lesquels on trouve des personnages de médecins, dont Le pauvre homme de Nippur. 
Les sources ostéologiques sont quant à elles quasiment absentes du répertoire de documents utilisables pour mieux comprendre la médecine mésopotamienne, peu de squelettes d’anciens Mésopotamiens ayant fait l’objet d’études paléopathologiques.

## Croyances, théories et pratiques curatives
La médecine de la Mésopotamie ancienne, reflet d'une société dans laquelle le sacré est encastré dans le social, reposait sur des conceptions mêlant des croyances religieuses pour lesquelles l'origine du mal était surnaturelle et des approches plus pragmatiques reposant sur l'observation et l'expérience. Elle faisait appel à des spécialistes de la guérison dont la fonction avait un aspect religieux plus ou moins prononcé. Il en résulte des pratiques médicales mêlant usage de remèdes pharmaceutiques (potions, lotions, etc.), et magiques (incantations, objets protecteurs, divination, rituels d'exorcisme), donc un ensemble de pratiques relevant d'un « art de la guérison ». 
Reflétant cette cohabitation entre magie, exorcisme et médecine (et aussi la divination, toujours associée de près aux arts de la guérison), dans une lettre mise au jour à Ninive, le grand médecin de la cour assyrienne, Urad-Nanaya, prescrit au souverain Assarhaddon (681-669 av. J.-C.) un remède médical et lui envoie en complément un objet protecteur pour renforcer son efficacité après avoir suggéré de pratiquer un auspice pour mieux comprendre l'origine du mal :

« Le roi, mon seigneur, me dit continuellement : « Pourquoi ne diagnostiques-tu pas la nature de ma maladie et ne m'amène pas son remède ? » précédemment j'ai parlé au roi en audience et n'ai pu identifier ses symptômes. [...] S'il plait au roi, mon seigneur, que les devins accomplissent un rituel d'extispicine à propos de cela.
Que le roi applique cette lotion (envoyée avec la lettre), et peut-être que la fièvre quittera le roi, mon seigneur. J'ai préparé cette lotion d'huile pour le roi, (auparavant) deux ou trois fois, le roi le sait. Si le roi préfère, il pourra l'appliquer demain. Il retirera la maladie. [...]
Dans un sac, j'envoie des talismans au roi, mon seigneur. Le roi devra les mettre autour de son cou. »

### L’origine des maladies
On présente généralement les Mésopotamiens comme percevant les maladies comme des punitions envoyées par les dieux, du fait d’un « pêché » commis par la victime. Celui-ci aurait fait une faute, morale aussi bien que rituelle (irrespect de l’ordre social, manque de dévotion aux dieux, transgression d’un tabou), et ceux-ci le rendent malade en punition. On est donc puni pour s’être mal comporté. Les maladies sont d’ailleurs souvent nommées « main de (tel dieu) » ; par exemple, l’épilepsie est la « main de Sîn ». Pour autant, il ne faut pas forcément chercher derrière cette dénomination une attribution d’une origine non naturelle ; et ces noms n’empêchent pas non plus de bien connaître la maladie et de savoir la traiter. Parmi les causes des maladies, les « démons » et fantômes, ou encore la sorcellerie sont aussi d’origine « surnaturelle » (selon nos propres critères, cette notion étant étrangère aux Mésopotamiens). Pour s’en prévenir, on pouvait se munir d’amulettes. On trouve également des cas où il est fait explicitement référence à une cause naturelle de la maladie (morsure de bête, contact avec un malade dans le cas d’une épidémie), même si ses modalités ne sont pas comprises ni forcément intellectualisées. En réalité, la façon dont les anciens Mésopotamiens concevaient l’origine de la maladie reste mal connue. Il est clair que le médecin se repose sur les symptômes de la maladie pour la guérir, parce qu’il ignore son fonctionnement.

### Les spécialistes de la guérison
Le principal spécialiste de la guérison au début du IIe millénaire av. J.-C. est l’asû(m), terme généralement traduit par « médecin » (ou un « physicien » au sens vieilli). Il se charge des traitements à base d’herbes médicales et de pharmacopée qu’il compose lui-même, soigne les os cassés, les blessures, et peut également exercer quelques opérations chirurgicales. 
Dans les archives royales de Mari (v. 1810-1760), plusieurs lettres documentent les activités d’asû(m), qui jouent le rôle de médecin, de chirurgien mais aussi de vétérinaire pour les animaux. Ils sont spécialisés dans la fabrication de remèdes médicaux divers (bandages, emplâtres, pommades, potions) et la connaissance des plantes médicinales, la pratique des opérations chirurgicales, certains sont peut-être aussi des sortes de magnétiseurs. Les rois en emploient à leur service et cherchent à attirer les plus compétents. Les devins spécialistes de l'hépatoscopie (bârûm) jouent également un rôle important pour déterminer l'origine de la maladie (i.e. quel dieu l'a provoquée) et les perspectives de guérison des malades. Une lettre montre comment, lors d'une épidémie, les deux spécialistes doivent travailler de concert : le premier fait une consultation oraculaire pour déterminer la maladie, alors que le second doit « faire les pansements », donc guérir.  

« Mon Seigneur doit donner des ordres stricts afin que, par barque, on fasse parvenir à moi Meranum, le médecin. Il doit me rejoindre vite et Ishi-Addu, le devin, mon Seigneur doit l’envoyer avec lui. Tandis qu’Ishi-Addu fera l’interrogation oraculaire, Meranum fera des pansements. Mon Seigneur doit donner des ordres stricts afin que ces gens rapidement, soit par barque, soit par char, on (les) fasse parvenir. »

Vers la même époque, le Code de Hammurabi montre que l’asû peut être tenu responsable de la mort d’un de ses patients ou de la perte de l’œil de celui-ci au cours de ces opérations ; le code légifère aussi sur ses honoraires (il s’agit probablement plus d’une indication du « juste prix » que d’un salaire forcé). Les outils utilisés au cours de ces opérations sont mal connus : on a réussi à identifier des spatules, une sorte de lancette servant à inciser, ainsi que des tubes métalliques. Par ailleurs, le  « barbier », gallābu(m), mentionné notamment dans le Code de Hammurabi, pourrait avoir eu une fonction médicale puisque son rôle a pu être comparé à celui d'un « barbier-chirurgien » médiéval ; il se consacrerait plutôt à des opérations destinées aux catégories les moins honorables de la population, notamment les esclaves.
Un autre groupe de textes d'époque paléo-babylonienne, provenant de la ville de Lagaba en Babylonie du Nord, documente les actes d'un certain Shamash-muballit qui exerce une activité en lien avec la divination, la protection magique et la guérison : il est dépêché pour interpréter une naissance anormale d'un veau, réciter des prières pour protéger un troupeau, sans doute aussi identifier la maladie touchant une personne, et accomplir des rituels de guérison. Cela semblerait indiquer que si dans la sphère du palais et des grands temples on trouve des spécialistes des oracles, des exorcismes et de la médecine se consacrant avant tout à une seule activité, dans le reste de la société une même personne pouvait exercer à la fois la divination et la magie protectrice et curative.
Les archives royales de diverses périodes montrent que les médecins les plus reconnus étaient recherchés par les souverains, qui s'entouraient de ceux connaissant les meilleurs remèdes. Aux XIVe – XIIIe siècles, on a même des cas d’envois de médecins réputés à des rois amis : Babylone en envoie à plusieurs reprises chez les Hittites, et le roi du Mitanni Tushratta en Égypte chez Amenhotep III. Les médecins faisaient donc partie intégrante des pratiques diplomatiques de l’époque.
Un récit satirique, Le pauvre homme de Nippur, montre son héros se faisant passer pour un asû, et nous informe sur l’apparence physique des gens de ce métier, puisqu’il se rase les cheveux avant de rentrer dans le personnage, et procède à d’autres modifications de son apparence hélas inintelligibles ; il se prétend également originaire d’Isin, ville de la déesse guérisseuse Gula (voir plus bas), ce qui montre l’importance de cette cité dans l'exercice de la médecine en Mésopotamie.
L’āšipu (ou mašmaššu) devient au Ier millénaire av. J.-C. le spécialiste de la guérison le plus réputé. C'est un membre du clergé, parmi les spécialistes les plus érudits du milieu savant mésopotamien. Ceux qui nous sont connus se succèdent généralement de père en fils, formant des sortes de « dynasties ». Leur carrière semble commencer par des études de scribe, avant de se spécialiser dans leur fonction. Un texte du Ier millénaire av. J.-C. surnommé Manuel de l'Exorciste fait la liste des textes qu'un de ces spécialistes devait maîtriser pour accomplir son art, qui dépasse largement le domaine curatif, puisqu'il implique de protéger contre différents types de maux comme des catastrophes naturelles (inondations, invasions de criquets), la protection magique de villes et résidences, etc. On retrouve dans son champ d'expertise des textes de diagnostics médicaux, aussi la connaissance des produits servant pour les remèdes médicaux, au moins pour la réalisation d'amulettes. De fait, dans le domaine thérapeutique, il est au moins assuré que l’āšipu doit avant tout faire des diagnostics, donc déterminer le mal qui touche le patient, ce qui rapproche son rôle de celui d'un devin, puisqu'il doit interpréter des signes (les symptômes) auxquels on attribuait généralement une origine divine. Les textes de diagnostics étaient d'ailleurs souvent classés par les anciens Mésopotamiens parmi les textes de présages. Parfois la tâche de déterminer l'origine de la maladie incombe d'ailleurs à un devin spécialiste en hépatoscopie (bārû), et plus rarement à un personnage féminin mal connu spécialisé dans l'interprétation des rêves (šā’iltu). L'exorciste effectue également des rituels, au cours desquels il prononce des incantations, souvent dans un langage obscur, seulement intelligible par les démons (une sorte d’abracadabra). Mais les textes de diagnostics comportent quand même de nombreux traitements « rationnels » : l’ašipu a donc un rôle dans l’établissement du diagnostic et du pronostic et il peut également guérir.
Les rapports entre les champs de compétence de l’asû et l’āšipu sont débattus. La vision traditionnelle, notamment depuis les travaux de F. Köcher puis E. K. Ritter, fait de l’asû un spécialiste qui serait celui qui pratiquerait ce qui s’approche le plus de la médecine moderne, donc aurait une approche pragmatique, rationnelle pour guérir ses patients. L’āšipu, à l’inverse, est un « expert magique », qui se charge de l’approche « surnaturelle » de la maladie, et qui est donc une sorte de sorcier, chargé de composer avec les dieux et démons qui causent la maladie. Cette interprétation a connu un certain succès et été accepté dans les grandes lignes, mais elle a été plus ou moins nuancée, car elle propose sans doute une séparation trop rigide entre les deux catégories de spécialistes, qui est plus théorique que réaliste, et que son opposition entre ce qui relève du rationnel et de l'irrationnel est anachronique,. 
P.-A. Beaulieu explique ainsi la séparation entre l'art de l’āšipu (āšipūtu) et celui de l’asû (asûtu) : « la montée en puissance de l’āšipūtu aux périodes tardives favorisa une division de la médecine en deux branches. L’asûtu se cantonna aux aspects les plus pratiques de la médecine, la pratique du médecin reposant essentiellement sur des connaissances empiriques. L’āšipūtu, d'un autre côté, prenait en considération à la fois les composantes spirituelles et physiques de la maladie, l'exorciste étant autant un médecin de l'âme que du corps, et incluait une part importante de connaissances spéculatives, principalement divination et magie. Il est pourtant évident que les deux disciplines se chevauchent fréquemment, d'autant que l'exorciste intègre souvent l’asûtu dans sa propre pratique. En d'autres termes, l’āšipūtu représentait une forme de médecine principalement orientée vers un objectif théologique, tandis que l’asûtu était une recherche empirique, potentiellement indépendante des considérations religieuses. »
J. A. Scurlock a proposé de revoir les rôles entre asû et āšipu, en proposant une nouvelle interprétation des textes médicaux. Elle divise ceux-ci en deux catégories : une constituée de textes de diagnostics, décrivant les symptômes puis le traitement ; et une autre dont les indications commencent par la description des plantes médicinales, avec ensuite les cas durant lesquels on doit les utiliser. Cette dernière serait destinée à l’asû, qui serait une sorte de pharmacien, chargé de connaître, récolter et conserver les plantes médicinales, ce qui ne l’empêcherait pas d’avoir des bases en chirurgie. Les textes à son intention sont des sortes de « prescriptions » : le malade sait déjà, d’une manière ou d’une autre, quelle maladie il a, et appelle l’asû pour le guérir. L’āšipu serait bien le spécialiste du diagnostic (les textes ne laissent aucune ambiguïté là-dessus), celui qui produit les textes médicaux. Il détermine la cause de la maladie, à charge au malade d’aller voir le « pharmacien » pour recevoir son traitement. Il n'empêche que dans les sources on rencontre bien des asû s'intéressant aux symptômes et des āšipu préparant des remèdes médicaux. Là encore la documentation incite à ne pas envisager une séparation trop rigide entre les deux spécialités.

### Les divinités liées aux arts de la guérison

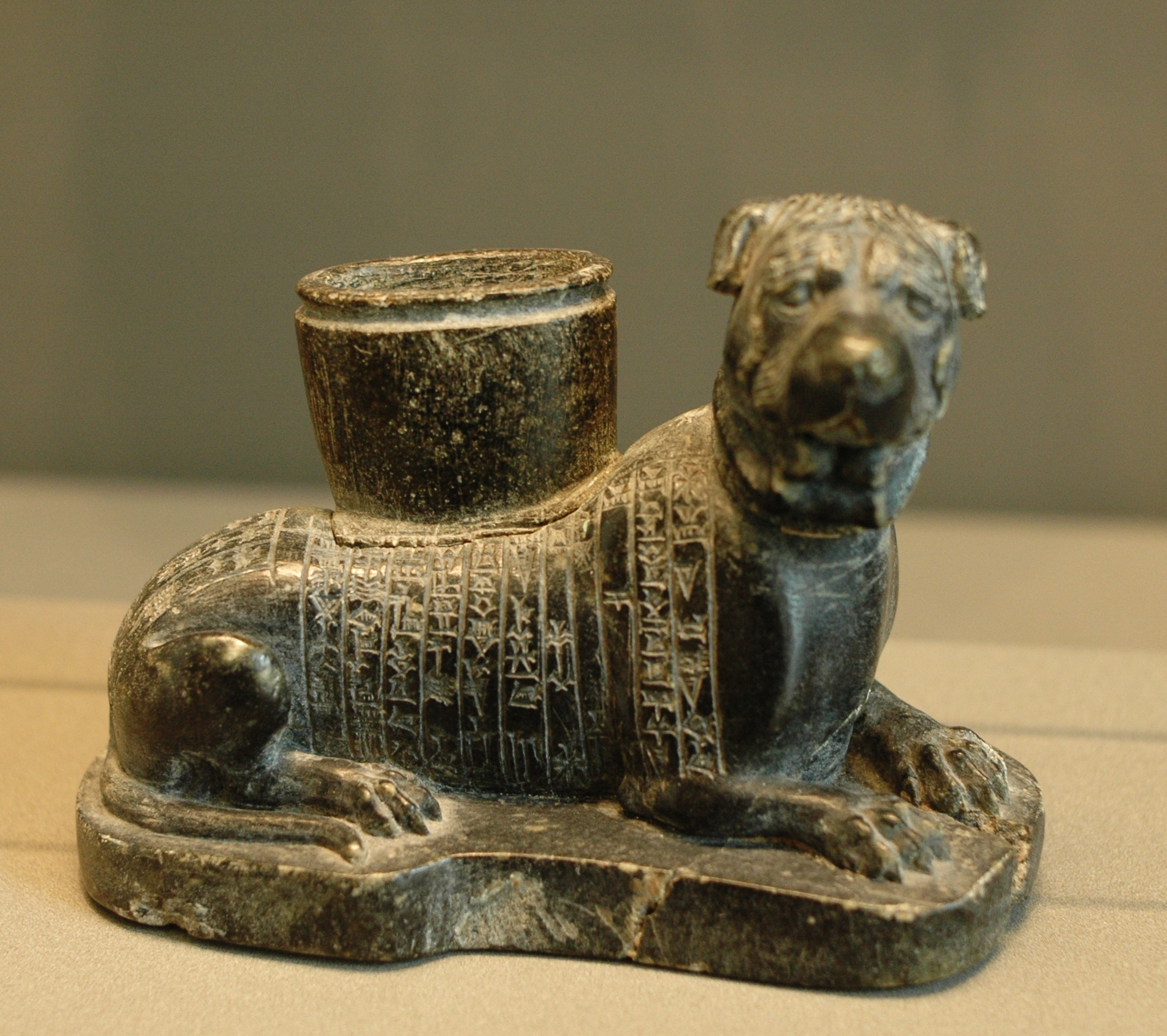
Statuette votive d'un chien, animal de Ninisinna/Gula, supportant un récipient servant à mélanger les herbes médicinales. Retrouvée à Girsu, début du Musée du Louvre.

Certains dieux avaient un rôle particulier sur la santé. Leurs faveurs étaient obtenues par des prières, des pénitences, ou des présents. On les invoquait couramment dans les incantations accompagnant le traitement médical, coup de pouce non négligeable pour faire en sorte que le patient guérisse. 
Parmi eux, Gula (ou Ninisinna), était la déesse guérisseuse la plus importante, portant des épithètes tels que « grande guérisseuse »  (asugallatu) ou « doctoresse de l'humanité » (asātu awīlūtu). Elle est donc la patronne de l'art de l’asû(m). Sa cité, Isin, était un centre de formation de médecins réputé, et ses temples ont pu servir d'herboristeries voire de lieux de culte. En tout cas on y vouait de nombreux présents à la déesse pour avoir ses faveurs ou la remercier d'une guérison, notamment des ex-voto en forme de chien, son animal-symbole. 
Il y avait aussi Ninib, le fils d'Enlil, et Ningishzida, deux autres dieux guérisseurs, ainsi qu'Ea, le dieu des eaux douces, qui avaient un rôle purificateur et éloignaient les démons responsables de la maladie, ce qui faisait que l'on avait pris l'habitude de soigner les malades près des rivières. Ea avait transmis le savoir exorcistique aux humains par l’intermédiaire de son fils Asalluhi, divinité tutélaire des exorcistes qui fut plus tard identifiée Marduk, autre fils d'Ea. Ce sont donc les divinités de l'art de l’āšipu(m).
On trouvait aussi Nabû, fils de Marduk, dieu des savoirs. Shamash, dieu du soleil et de la justice, et très présent dans la divination, était lui aussi important et invoqué dans incantations des traitements.

### Les lieux d'exercice de la médecine
Quant aux lieux d'exercice de la médecine, les sources explicites sur ce point indiquent que les patients sont en général traités à leur propre domicile, les spécialistes des savoirs de la guérison étant essentiellement itinérants, comme l'indique l'incipit de la série divinatoire « quand l’āšipu va à la maison du malade ». Les cas inverses, où un malade se rend chez un soigneur, semblent plus rares. Il n'y a pas d'« hôpital » attesté avec certitude (même si un tel lieu a pu être proposé comme origine des lettres médicales de Nippur, ce qui semble peu vraisemblable). Mais un texte d'époque néo-babylonienne mentionne l'existence d'une « maison des asû » (bīt asê) qui semble être un lieu où sont placées des personnes malades. 
Le rôle des temples de la déesse guérisseuse Gula n'est pas clair. S'il est évident qu'on s'y rendait pour y obtenir les faveurs de la divinité en cas de maladies par des prières ou des offrandes, leur rôle pourrait être plus étendu : il pourrait s'agir de lieux d'enseignement de la médecine, ou du moins d'endroits où l'on trouverait des ouvrages médicaux, voire d'herboristeries, et peut-être de lieux de cure.

### Les remèdes médicaux

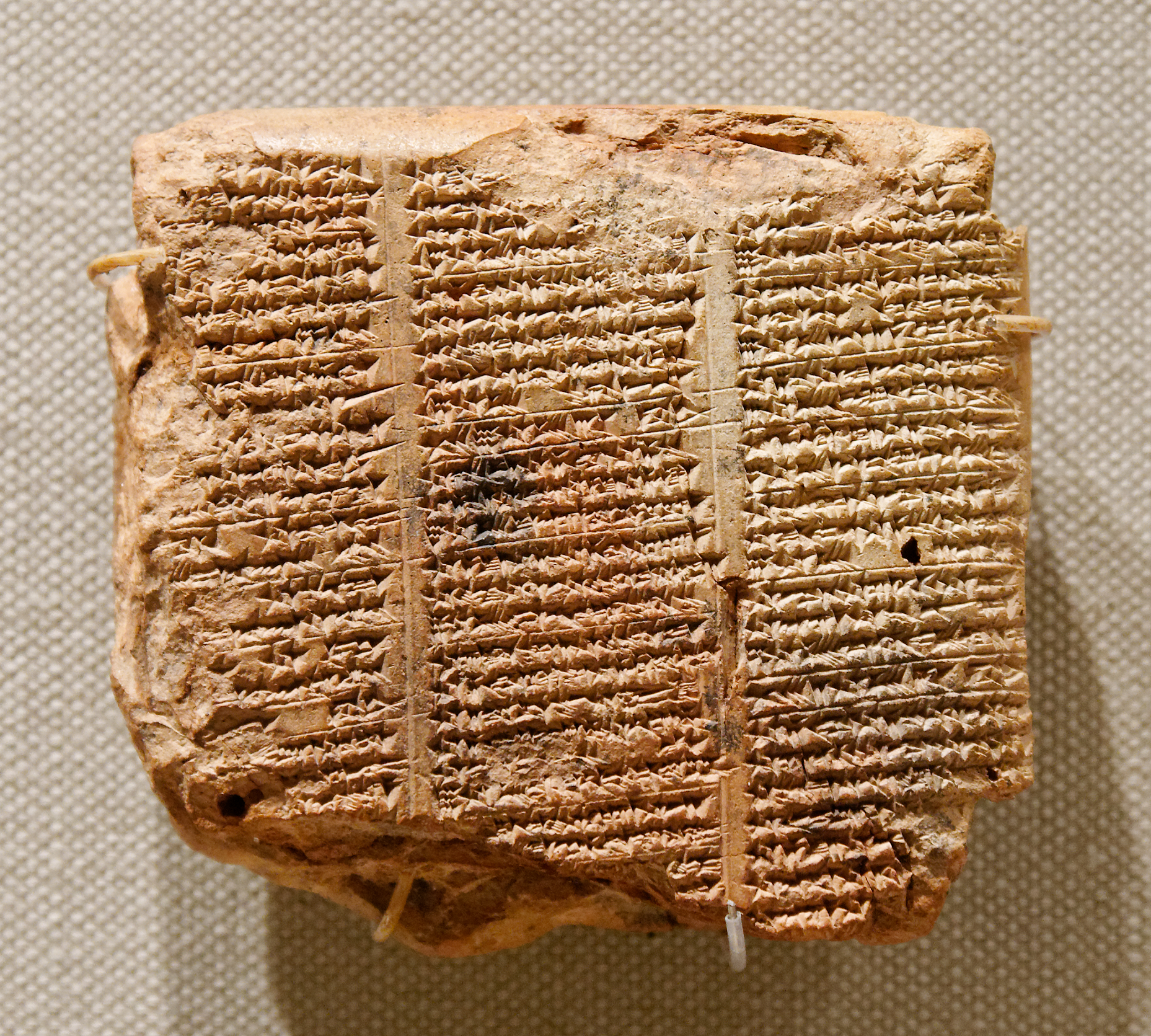
Tablette listant des pierres à usage prophylactique ou médicinal. c. Metropolitan Museum of Art.

Les médicaments mis au point pour les traitements sont avant tout faits à base de plantes. Les médecins mésopotamiens disposent de jardins médicinaux où sont plantées ces plantes. Elles ne sont pas tout le temps identifiables, mais bien souvent on est parvenu à les identifier, leur utilisation pour un traitement précis se retrouvant dans les médecines « traditionnelles » encore pratiquées récemment en Irak. Les prescriptions mentionnent généralement des parties des plantes (feuilles, racines, graines), que l’on prépare suivant divers procédés (le séchage semble courant, la cuisson, puis le broyage, le tamisage) afin d'obtenir des poudres, et qui peuvent être ensuite mélangées dans une autre substance pour l’administrer, notamment liquides ou semi-liquides. On employait également des éléments minéraux (sel et salpêtre) et animaux (lait, écailles de tortue), ou d'autres préparations (bière, vin, moutarde, huile). Le chauffage peut intervenir dans le processus afin que les propriétés curatives se réveillent, si besoin en procédant ensuite à une décoction ; on peut éventuellement laisser la mixture macérer longuement, ou l'employer alors qu'elle est encore chaude. Les voies d’administration sont elles aussi variées : les poudres peuvent être administrées directement par des tubes en roseau ou en bronze (si besoin par soufflage), aussi des lotions et potions, inhalations, fumigations, instillations, pommades, liniments, cataplasmes, lavements, et parfois par des suppositoires pour les problèmes gastriques,.
Par exemple, un texte d'Uruk d'époque séleucide indique une préparation visant à soigner un gonflement de la langue avec l'application sur celle-ci d'un onguent réalisé à partir de plusieurs feuilles de plantes, la plupart non identifiées :

« Si la langue de quelqu'un est gonflée au point de remplir sa bouche, tu sécheras des feuilles de tamaris, des feuilles de la plante-adāru, des feuilles de raisin sauvage (?) (et) de plante-« langue de chien » ; tu les cisailleras finement et les tamiseras, tu les pétriras avec du jus de la plante-kasû ; tu frotteras le dessus de la langue avec du beurre ; tu appliqueras (le médicament) sur sa langue, et il ira mieux. »

### La place de la magie

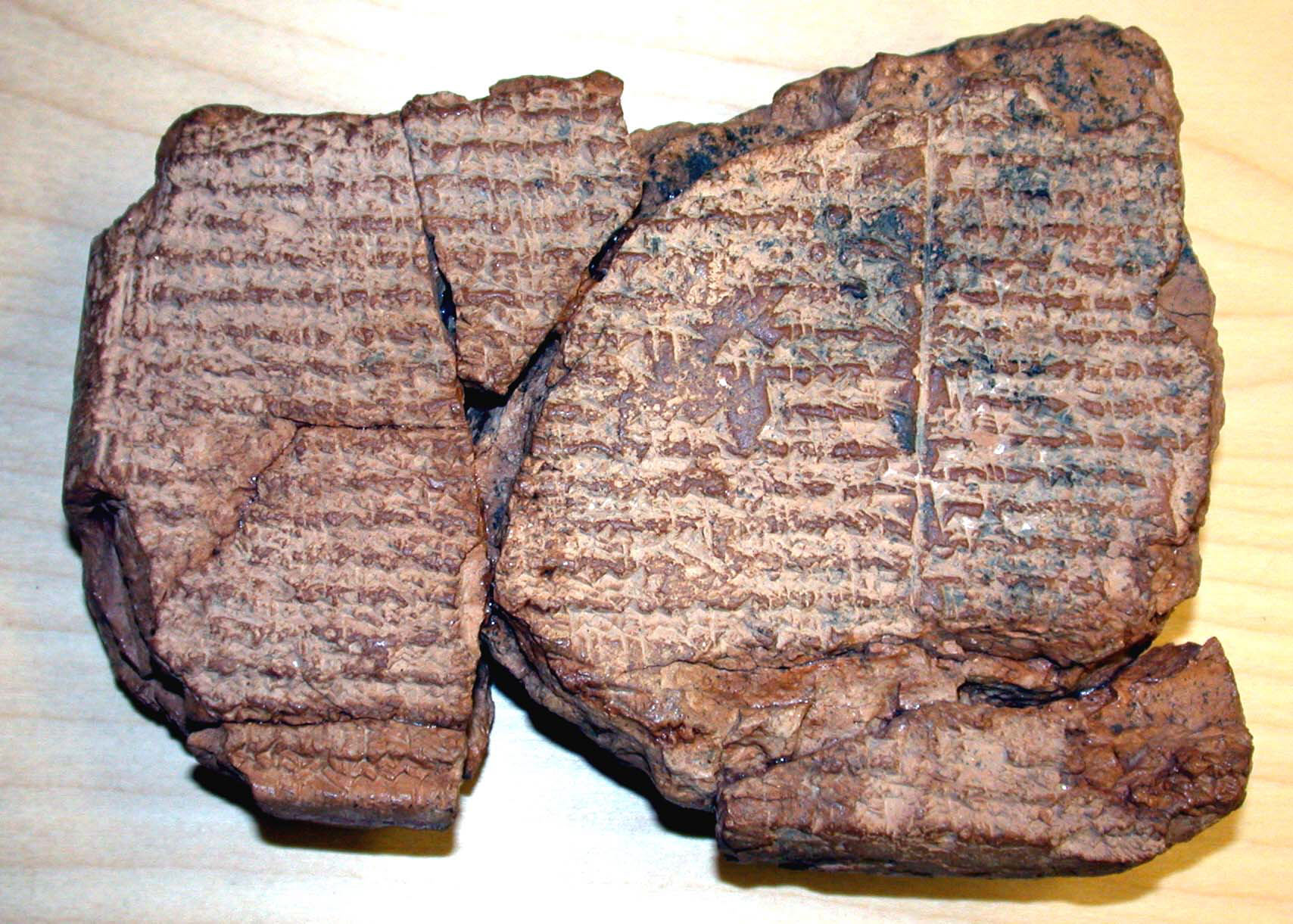
Fragments d'une tablette de rituels d'exorcismes contre les maux causés par les démons malfaisants (Utukku lemnutu). Metropolitan Museum of Art.

J. Bottéro a proposé une définition de la magie, comme « un système de faits sociaux fondé sur la croyance en l’efficacité immédiate d'un certain nombre de comportements, de procédés et d'éléments, qu'on utilisait en vue de créer des effets essentiellement bénéfiques, mais dont les relations a leurs causes étaient, de notre point de vue, parfaitement irrationnelles », en sachant que les pratiques magiques sont proches d'autres et se confondent souvent avec elles : l'exorcisme, la sorcellerie, la théurgie.
La magie occupe la place finale des traitements médicaux, après la préparation du médicament, et pendant ou après son administration, en complément de celle-ci, pour renforcer son efficacité. En ce sens l'intervention de la magie peut être vue comme un complément des procédures médicales. Concrètement, la procédure magique consiste souvent en des incantations, sous la forme de prières invoquant des divinités destinées à chasser le mal (souvent Shamash, Ea, Asalluhi, Marduk, Gula). L’appui divin est nécessaire à la guérison du patient, ce qui est logique vu que les dieux sont également une cause des maladies. 
Aujourd'hui, que je sois malade de [...], de maladie-pardannu, d'anémie (?), de gonorrhées,

De rétention d'urine, de mal d'anus, d'écoulements d'urine,

De « frappé d'arme » (hémorroïdes ou perte de sang) comme une femme ou de toute autre maladie

Que toi, tu connais mais que moi, je ne connais pas,

Je bois cette potion ; que je guérisse [grâce à] cette potion,

que je sois sauf, que je jubile,

Que je chante les louanges de ta grande divinité !

Que toutes les contrées bénissent Gula

Qui excelle en incantation et à guérir, dont l'art médical est grand !

Gula est celle qui fait vivre celui qui la craint.
— Prière à Gula prononcée en ingérant un remède médical.
Selon M. Geller les incantations ont plus un rôle étiologique que magique, puisqu'elles expliquent la nature ou l'origine supposée de la maladie. 
Vent ! disent-ils, 

Vent ! Ô Vent !

Tu es le feu des dieux ! 

Ô Vent, 

tu es celui (qui est) 

entre les excréments et l'urine ! 

Tu sors, 

et alors ton trône 

est dressé parmi les dieux, 

tes frères !
— Incantation prononcée lors d'un rituel pour la guérison de flatulences (= le « vent », šāru).
L’intervention de la magie et des incantations dans le traitement de la maladie ne doit pas forcément être tenue comme négligeable dans le processus de guérison du patient : comme tout rituel, elle est susceptible d'avoir une efficacité symbolique, psychologique, un effet placebo participant à la guérison selon certains spécialistes.  
Parfois la magie implique également l’exécution d’un rituel, soit des offrandes aux divinités invoquées, ou des procédures plus complexes faisant souvent intervenir des objets ou figurines symbolisant le mal, des plantes et autres ingrédients, mais allant rarement jusqu’au sacrifice sanglant d’un animal. Celle-ci est d’ailleurs couramment le seul apport magique à un traitement, les rituels complexes et élaborés étant minoritaires dans les textes thérapeutiques. Les objets magiques et amulettes sont par ailleurs essentiels dans la médecine mésopotamienne pour tenir à l'écart ou guérir les maladies (et toute autre sorte de mal), et ils ont été retrouvés sur de nombreux sites archéologiques.
Par exemple, un texte mis au jour à Nimroud en Assyrie présente un rituel voyant l'élaboration d'une figurine protectrice du génie protecteur Pazuzu à partir de poussière prélevée dans plusieurs lieux sacrés ou ayant un lien symbolique avec la maladie :

« Si quelqu'un a été saisi par la « Main-d'Ishtar », la maladie-LÍL.LÁ.EN.NA (des maladies), n'importe quel mal, et qu'il ne le libère pas, pour guérir (le patient) : (prendre) de la poussière du temple de Marduk, [de la poussière du temple d']Ishtar, de la poussière du socle de culte, la poussière de la porte d'un homme sain, [la poussière de la porte] d'un homme mort, la poussière de la porte de l'atelier, la poussière du carrefour, la poussière de la tombe, la poussière du parapet du mur, la poussière des sept routes (etc.). Mélanger ces 14 poussières dans la citerne à eau du temple de Marduk. Faire le buste d'une statue d'une figurine de Pazuzu. Si le patient porte (la figurine) sur ses deux mains, ou si elle est placée sur la tête du patient, quel que soit le mal qui l'a attaqué, il regardera et ne l'approchera pas. Ce patient sera guéri. »

Des tablettes de Ninive donnent des instructions pour la réalisation de chaînes d'amulettes, dispositifs permettant de disposer sur un ou plusieurs fils des pierres aux propriétés différentes, leur association étant censée avoir un but thérapeutique spécifique, par exemple la guérison de maux de crâne.

## Exemples de traitements

### Ophtalmologie
De nombreux textes médicaux concernent les maladies liées à la vue. Certaines causes « rationnelles » des maux étaient identifiés, telles que le sable ou le pollen par exemple. On connaissait ainsi les simples conjonctivites, mais aussi des problèmes de vision, comme la cécité passagère, la vue trouble, les éblouissements. Mais les chirurgiens ne savaient probablement pas procéder à des opérations ophtalmologiques comme la cataracte, malgré ce que certains ont cru voir dans un article du Code de Hammurabi.

### Problèmes des oreilles
Pour ce qui est des oreilles, on cherchait à guérir les divers maux qui affectaient cet organe, les problèmes de bourdonnement, et de perte de l’ouïe, ou les infections comme les otites. Des remèdes courants pour ces traitements sont le versement de gouttes de liquides dans les oreilles (souvent du jus de grenade), par le biais de pailles en roseau ou bien en imbibant des morceaux de laine obstruant ensuite l'oreille ou bien des fumigations. On retrouve ces solutions dans ce traitement prescrit par un médecin assyrien au roi Assarhaddon pour un mal d'oreille non explicité :

« Par la suite, j'envoie (un assortiment) de médicaments pour la fumigation. L'huile kanaktu et nikiptu que j'ai envoyée devra d'abord être versée par gouttes (dans l'oreille), puis qu'on fasse la fumigation. Aussitôt qu'on aura fait la fumigation, on répétera (la procédure), on versera (le reste de l'huile) sur (un morceau) de laine rouge puis on l'insérera dans l'oreille. C'est très efficace. »

### Les dents
Les problèmes bucco-dentaires, surtout les maux de dents, sont documentés par plusieurs textes, mais la pratique odontologique n’est pas identifiée en tant que telle, et on ne sait rien sur l’éventuelle existence de spécialistes dans ce domaine. Une prescription dite du « ver dentaire », débutant par un récit cosmogonique et contient une incantation au dieu Ea et un passage contenant des instructions pour une opération sur une dent malade, soignée avec un mélange de bière, malt et huile. On y voit qu'on attribue certains maux de dents comme les caries à des vers, comme dans d'autres civilisations antiques et jusqu'à l'époque moderne en Occident,.
Lorsque Anu eut créé le Ciel,

Que le Ciel eut créé la Terre,

Que la Terre eut créé les Rivières,

Que les Rivières eurent créé les Ruisseaux,

Que les Ruisseaux eurent créé la Fange,

(Et) que la Frange eut créé le Ver,

Le Ver s'en vint pleurer devant Shamash,

(Et) ses larmes coulaient devant Ea, :

- « Que me donneras-tu à manger ? 

Que me donneras-tu à sucer ? »

- « Je te donnerai la Figue mûre, 

(Ou) le Fruit de l'Abricotier ! »

- « (Et) que m'importe, à moi, la Figue 

Ou le Fruit de l'Abricotier ?

Place-moi (plutôt) et m'installe,

Entre la Dent et la Gencive,

Pour que je suce le sang de la Dent,

Et ronge peu-à-peu

La Gencive ! »

(Rubrique :) Planter (alors) l'aiguille et attraper l'extrémité du Ver (en disant) :

« Puisqu'ainsi tu as parlé, ô Ver,

Qu'Ea te frappe

De (toute) la force de son poing ! »

(Titre :) Formule contre le mal de dents.

Rituel ad hoc : Mélanger avec soin de la bière (?) billetu, des morceaux de malt et de l'huile,

(Et) réciter sur (cet emplâtre), par trois fois, la conjuration (ci-dessus), avant de (le) placer sur la dent (malade) de l'intéressé.
— Poème du Ver dentaire.

### Problèmes cutanés
De nombreux textes relatent les problèmes liés à la peau : les lésions par exemple. La Mésopotamie étant un pays où le soleil frappe fort, et où le climat peut être très sec, ce genre de maladies devait être courant. Des lettres de Mari évoquent des maladies de peau (la maladie appelée simmum plusieurs fois évoquée), qui étaient guéries à l'aide d'emplâtres faits à base de plantes médicinales, dont les plus efficaces étaient recherchées comme l'atteste cette lettre entre le roi local Yasmah-Addu et son frère Ishme-Dagan :

« Les simples avec lesquels ton médecin m'a fait un emplâtre sont d'habitude excellents. Or si quelque simmum se produit, aussitôt cette plante-ci le guérit. Voilà que maintenant je t'envoie Samsi-Addu-tukulti, l'apprenti médecin, afin qu'il se rende compte au mieux des effets de cette plante. Renvoie-le-moi. »

### Problèmes gastriques, rénaux et urinaires
Les maladies gastriques étaient répandues en Mésopotamie, et font l’objet de beaucoup de passages dans les textes de traitements : flatulences, constipation, fuites de sang, etc. Le rôle de la vésicule biliaire dans le déclenchement de la jaunisse (amurriqānu) semble avoir été compris. D’autres textes mentionnent des problèmes rénaux (calculs), et urinaires ; le médicament pouvait alors être administré jusque dans l’urètre par le biais d’un tube en bronze, comme dans ce cas concernant une affection de la vessie ou de l'urètre :

« Écrase des graines de pavot dans de la bière et fais-la boire au malade. Broie un peu de myrrhe, mélange-la avec de l'huile et insuffle-la dans son urètre avec un tube de bronze. Donne au malade des anémones écrasées dans une décoction d'algues. »

### Toux et problèmes respiratoires
Les symptômes de toux graves et de problèmes de respiration ressortent également dans des textes médicaux, en liens avec d'autres symptômes comme des problèmes cutanés ou gastriques. Comme souvent la maladie en question ne peut être déterminée car les textes s'intéressent surtout à ses manifestations, qui peuvent combiner plusieurs types de symptômes. C'est le cas de la maladie touchant plusieurs des patientes faisant l'objet des lettres médicales de Nippur d'époque kassite, qui sont atteintes de toux graves et dans un cas de troubles respiratoires, apparemment en même temps que des problèmes cutanés. Elles sont traitées par des potions et des cataplasmes, comme dans le cas suivant :

« La fille d'Ayyaru avait des difficultés à respirer en début de soirée et comme, après minuit, après que j'envoyai un message à mon seigneur, elle s'endormit jusqu'à l'aube, personne ne put lui appliquer de cataplasme comme on lui en applique d'habitude pour la nuit. À l'aube, quand elle se réveilla et demanda un cataplasme, on lui en appliqua un, et, alors qu'elle avait auparavant des difficultés à respirer, désormais elle n'a plus de difficulté à respirer. »

### Enfantement et gynécologie

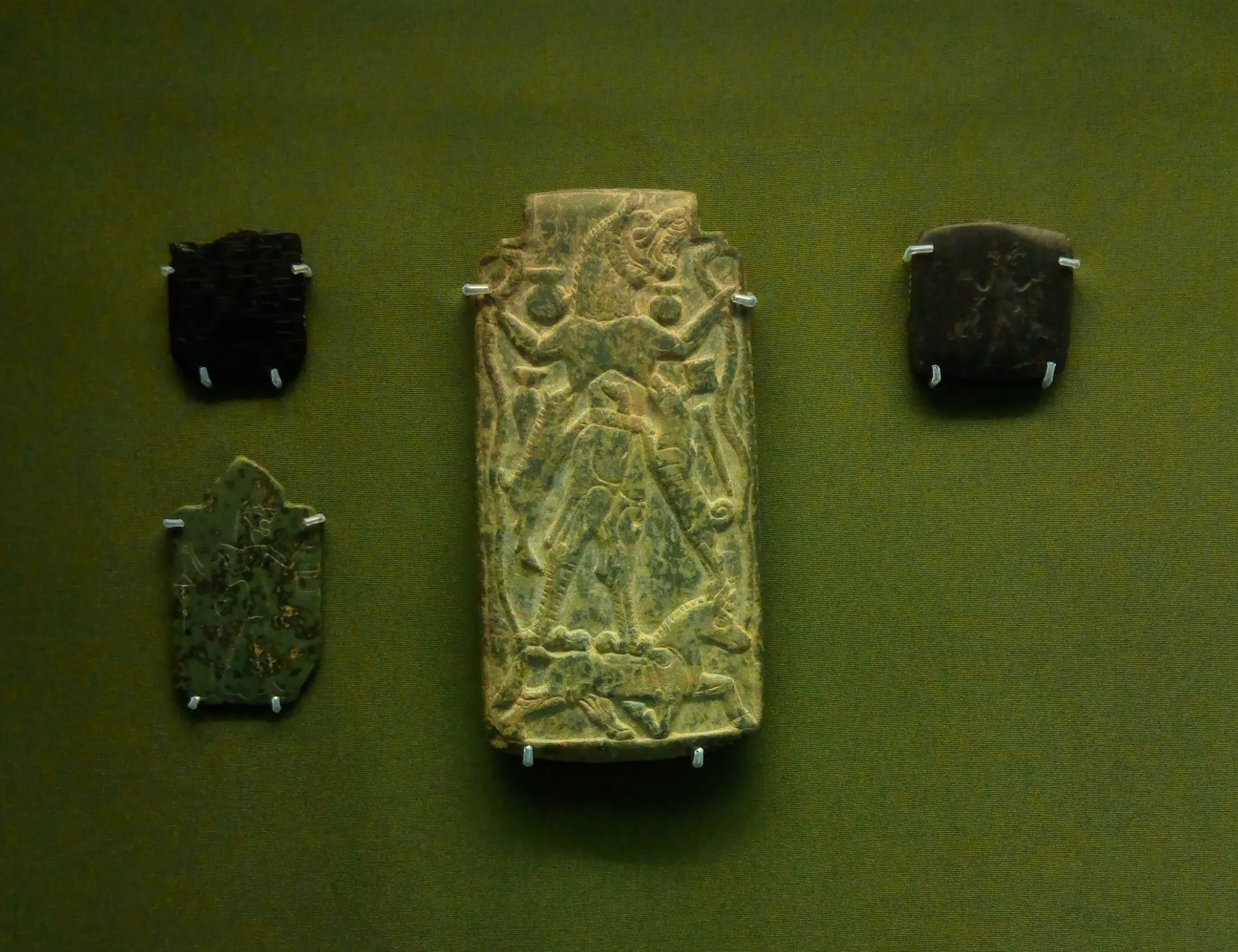
Amulettes protectrices contre la démone Lamashtu, suspendues dans les chambres à coucher. British Museum.

L’accouchement semble assisté par une sage-femme (šabsūtu(m)), et par aucun spécialiste médical. Comme souvent dans les sociétés anciennes, cet événement est un moment critique, en raison des risques encourus par les parturientes et les nouveau-nés, donnant lieu à la rédaction de nombreuses prières protectrices, comme celle-ci destinée au dieu Shamash :
Shamash, juge éminent, père des « têtes noires » (les humains),

Cette femme, fille de son dieu,

Qu'en présence de ta divinité le nœud de son sein soit défait ;

Que cette femme enfante heureusement,

Qu'elle enfante et qu'elle vive, que le fruit de son sein prospère ;

Qu'en présence de ta divinité elle se comporte heureusement,

Qu'elle enfante heureusement et qu'elle chante tes louanges!

Qu'en présence de ta divinité sortilèges et maléfices soient dissous ;

Comme un rêve, qu'ils soient dissous,

Comme une datte, qu'ils soient détachés ;

Que cette femme vive ;

Tant qu'elle vivra, qu'elle dise tes hauts faits.
La démone Lamashtu et d'autres démon(e)s étaient vu(e)s comme les incarnations de ces menaces contre les femmes mettant au monde et leurs nouveau-nés, et pour se protéger contre ces créatures des amulettes et incantations étaient élaborées, accompagnant diverses préparations pharmacologiques, gestes de massage et lubrifiants destinés à faciliter le travail et l'accouchement. 
Les problèmes gynécologiques et infantiles sont une autre catégorie très bien documentée. Les complications pouvant arriver à la suite de la mise au monde d’un enfant étaient traitées par un médecin : ainsi en cas d’atonie utérine, on traite la malade en la faisant s’asseoir au-dessus d’un bol dans lequel on fait brûler une décoction servant à produire de la fumée curative. Les maladies infantiles sont bien attestées par les textes de diagnostics, mais on ne dispose d’aucune information sur eux dans les textes thérapeutiques.

### Massages
Un texte rituel d'époque néo-assyrienne appelé Muššuʾu, « frottement », « onction », « massage », contient un ensemble d'incantations en sumérien et akkadien à réciter en accomplissant le rituel du même nom. Celui-ci est identifié comme une forme de massage avec un baume de différentes parties du corps ayant manifestement pour but d'expulser le mal du corps, en agissant d'abord sur la tempe, puis la nuque, les bras, l'abdomen, et enfin les jambes. Ces rites visent à guérir aussi bien des fièvres et maux de têtes que des douleurs musculaires, des engourdissements et paralysies, des varices. Dans une combinaison de magie et de médecine, des incantations purificatrices (reprises d'autres séries exorcistiques) ouvrent le rituel, puis on procède au massage en récitant des incantations, des amulettes étant aussi préparées et utilisées, ainsi que de l'eau, de l'encens, de la laine nouée autour des membres à guérir. Enfin des rites purificateurs concluent l'opération.

### Chirurgie
Les connaissances chirurgicales de Mésopotamiens sont mal documentées, et ont fait l’objet de débats, notamment à partir de quelques articles du Code de Hammurabi relatifs à l’asû, à vrai dire assez obscurs quant aux opérations pratiquées :

« § 218 : Si un médecin a fait une blessure (incision) grave sur un notable (awīlum) avec une lancette de bronze (scalpel ?) et l'a fait mourir ou bien a ouvert la tempe d'un notable (awīlum) avec une lancette de bronze et lui a crevé l'œil, on lui coupera la main.
§ 219 : Si un médecin a fait une blessure (incision) grave sur l'esclave d'un homme du peuple (muškēnum) avec une lancette de bronze et l'a fait mourir, il remplacera l'esclave par un (autre) esclave.
§ 220 : S'il lui a ouvert la tempe et lui a crevé l'œil, il payera en argent la moitié du prix »

— Code de Hammurabi, articles relatifs aux asû.
Les textes thérapeutiques sont peu prolixes en informations sur la chirurgie. Pour autant que l’on sache, les spécialistes de l’époque savaient guérir les fractures, les luxations, mais aussi pratiquer certaines interventions chirurgicales, sur la plèvre, pour drainer du pus par exemple, mais aussi pour extraire des abcès ; la trépanation n’est pas attestée. La césarienne était peut-être pratiquée. À la fin des opérations, le patient était apparemment suivi, et on savait faire face aux risques d'infections grâce à l'utilisation d'huiles qui faisaient office d'agents anti-bactériens. L’hygiène devait cependant rester rudimentaire, et on ne sait rien du taux de réussite de ces opérations. Les connaissances physiologiques des Mésopotamiens étaient assez limitée, ce qui réduit l’étendue de leurs pratiques chirurgicales.

### Maladies contagieuses et épidémies

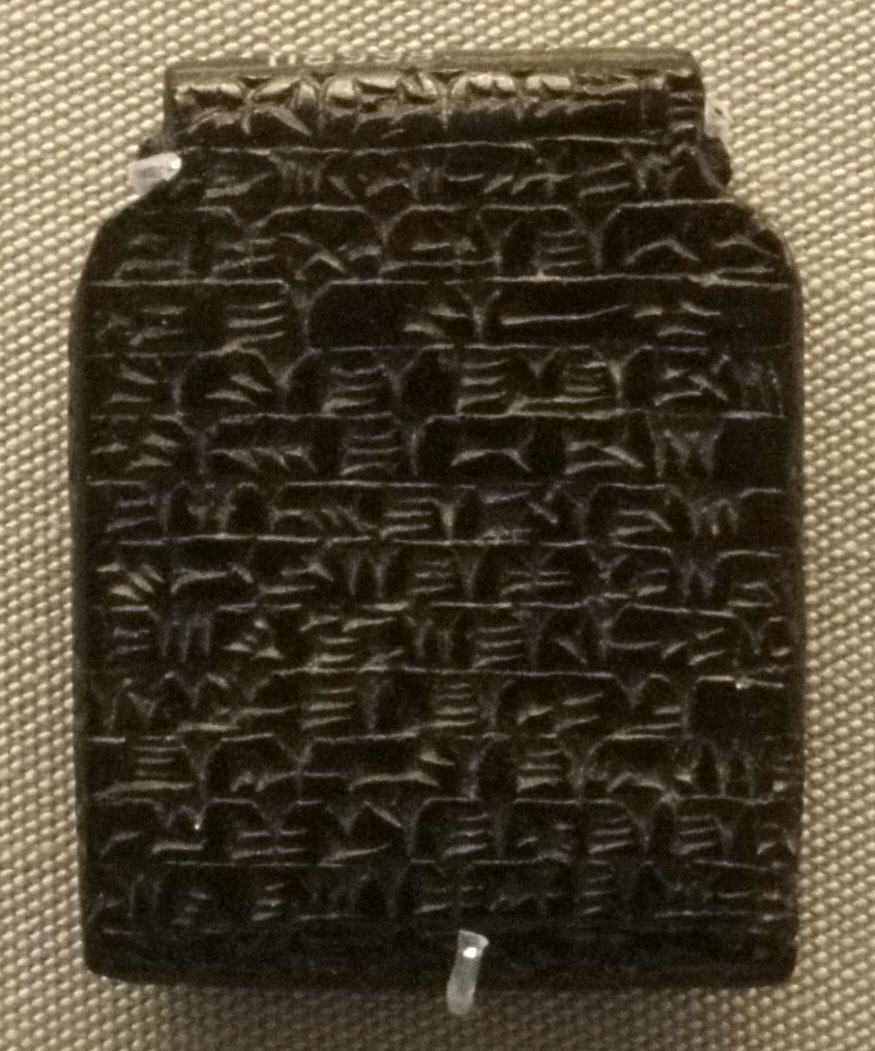
Amulette servant à protéger de la peste portant en inscription un passage de l’Épopée d'Erra, Assyrie (Assur), s, British Museum.

Plusieurs lettres de Mari font référence à une maladie de peau contagieuse, le simmum, déjà évoquée plus haut, et montrent que l'isolement des malades était pratiqué, comme dans celle-ci du roi Zimri-Lim à son épouse Shibtu :

« J'ai appris que Nannâ souffrait du mal-simmum. Or elle ne fréquente pas qu'un seul endroit du palais et elle met de nombreuses femmes en contact par son intermédiaire. À présent, donne des ordres stricts : que personne ne boive à la coupe où elle boit, que personne ne s'asseye sur le siège où elle s’assoit et que personne ne se couche où elle se couche, afin qu'elle ne contamine pas par son seul contact de nombreuses femmes. Ce simmun s’attrape facilement. »

Ce type de mesure était par ailleurs appliqué aux épidémies. Ces maladies étaient appelées ukultu (« manducations »). Les dieux étaient supposés en être les instigateurs, notamment Nergal, le dieu des Enfers. C'était donc une malédiction qu'il ne fallait pas répandre dans la population. Des incantations et amulettes visaient à éloigner ce genre de maladie, auxquelles les Mésopotamiens étaient très vulnérables.

### Troubles mentaux
Les troubles mentaux sont également documentés par quelques textes. Ils sont traités par des moyens magiques, étant donné qu'on attribue leur origine à la colère d'un dieu contre le malade. Par exemple, pour ce qui a été compris comme une situation d’anxiété chronique, on élabore deux figurines (une masculine et une féminine) censées porter les maux accablant le malade, et on procède à un rituel culminant dans une incantation au dieu Shamash (dieu soleil). La description des symptômes de cet état d'anxiété et de dépression s'attarde en particulier sur l'état de trouble dans lequel est plongé le malade, en plus d'autres malheurs devant révéler l'ire divine qui serait à l'origine de son état :

« Si un homme a connu un sort malheureux et ne sait pas comment cela lui est arrivé, et qu'il a subi continuellement des pertes et privations (comme) des pertes de grain et d'argent et des pertes d'esclaves mâles et femelles, et qu'il y a eu (dans sa maisonnée) des cas de bœufs, chevaux, moutons, chiens et porcs, et même (d'autres) personnes mourant ; s'il a eu des crises de nerfs fréquentes, et plusieurs fois donné des ordres sans personne pour obéir, appelé sans personne pour répondre, et cherché à combler ses désirs tout en devant gérer sa maison, (s')il tremble de peur dans sa chambre à coucher et que ses membres sont devenus extrêmement faibles ; (s')il est rempli de colère contre un dieu ou le roi ; (si) ses membres sont souvent ballants, et (s')il est parfois si terrifié qu'il ne peut trouver le sommeil que ce soit de jour ou de nuit et qu'il fait en permanence des mauvais rêves ; s'il est affaibli (parce qu')il n'a pas pris assez de nourriture et de boisson ; et s'il  oublie ses mots ; alors, concernant cet homme, la colère de (son) dieu et de (sa) déesse est contre lui. »

### Absence de traitements
Du reste, la conclusion du Traité de diagnostics, est souvent de dire si le patient ira bien ou bien si, au contraire, il n'y a rien à faire et son sort est de mourir. On n’avait donc pas forcément recours à une méthode « magique » quand il apparaissait qu'aucune méthode « rationnelle » ne fonctionnait. Les asû aussi bien que les āšipu savaient reconnaître leurs limites.

« Si, au début de la maladie, le malade présente une transpiration et une salivation profuses, sans que, lorsqu'il transpire, cette sueur, depuis les jambes, atteigne les chevilles et la plante des pieds, (alors) ce malade en a pour deux ou trois jours, après quoi il doit recouvrer la santé. »

« Si un homme, son corps est jaune, son visage est jaune et noir et si la surface de sa langue est noire, c'est (la maladie) ahhâzu. Contre cette maladie, le médecin ne peut rien : cet homme mourra, il ne peut être guéri. »

### Sources
- V. Chalendar, « Un aperçu de la neuropsychiatrie assyrienne : une édition du texte BAM III-202 », Journal des médecines cunéiformes 21, 2013, p. 20-60.
- R. Labat, Traité akkadien de diagnostics et pronostics médicaux, Leyde, 1951
- (de) F. Köcher, Die babylonisch-assyrische Medizin in Texten und Untersuchungen, Berlin, 6 vol., 1963-1980
- Jean-Marie Durand, Archives épistolaires de Mari : Archives royales de Mari XXVI, t. I/1, Paris, Éditions recherches sur les civilisations, 1988 (lire en ligne), p. 543-584 (textes également disponibles en recherche sur ce site http://www.archibab.fr)
- Jean-Marie Durand, Archives épistolaires de Mari : Archives royales de Mari XXVI, t. II, Paris, Éditions recherches sur les civilisations, 1998 (lire en ligne) (textes également disponibles en recherche sur ce site http://www.archibab.fr)
- Jean-Marie Durand, Archives épistolaires de Mari : Archives royales de Mari XXVI, t. III, Paris, Éditions recherches sur les civilisations, 2000
- (de) N. P. Heeßel, Babylonisch-assyrische Diagnostik, Munster, 2000
- (en) M. J. Geller, Renal and Rectal Disease Texts, New York, 2005
- M. Parys, « Édition d’un texte médical thérapeutique retrouvé à Assur (BAM 159) », Journal des médecines cunéiformes 23, 2014, p. 1-88 (https://www.researchgate.net/publication/265214942_Edition_d'un_texte_medical_therapeutique_retrouve_a_Assur_BAM_159)
- (en) J. A. Scurlock et B. Andersen, Diagnoses in Assyrian and Babylonian Medicine: Ancient Sources, Translations, and Modern Medical Analyses, Urbana et Chicago, 2005
- (en) J. A. Scurlock, Sourcebook for Ancient Mesopotamian Medicine, Atlanta, 2014
- (en) U. Steinert (dir.), Assyrian and Babylonian Scholarly Text Catalogues: Medicine, Magic and Divination, Berlin, 2018

### Introductions
- (en) R. D. Biggs, « Medicine, Surgery and Public Health in Ancient Mesopotamia », dans J. M. Sasson (dir.), Civilizations of the Ancient Near East, New York, Scribner, 1995, p. 1911-1923 En ligne (reprise du même article dans JAAS 19/1, 2005)
- J. Ritter, « La médecine en – 2000 au Proche-Orient : une profession, une science ? », dans F.-O. Touati (dir.), Maladies, médecins et sociétés, vol. II, Paris, 1993, p. 105-116
- (en) J. A. Scurlock, « Ancient Mesopotamian Medicine », dans Daniel C. Snell (dir.), A Companion to the Ancient Near East, Malden et Oxford, 2005, p. 302-315
- P. Attinger, « La médecine mésopotamienne », Journal des médecines cunéiformes, vol. 11-12,‎ 2008, p. 1-96 (lire en ligne)
- (en) M. J. Geller, « Babylonian Medicine as a Discipline », dans Alexander Jones et Liba Taub (dir.), The Cambridge History of Science Volume 1: Ancient Science, Cambridge, Cambridge University Press, 2018, p. 29-57

### Revue spécialisée
- Journal des médecines cunéiformes, Saint-Germain-en-Laye, depuis 2003, les premiers numéros sont en accès libre sur leur site (http://medecinescuneiformes.fr/?page_id=15) .

### Études spécialisées
- J. Bottéro, "Symptômes, signes, écritures en Mésopotamie ancienne" dans "Divination et Rationalité" p. 70-197, du Seuil, 1974.
- J. Bottéro, "Mésopotamie, l'écriture, la raison et les dieux", p.133-169 (Oniromancie ; divination et esprit scientifique), Gallimard, 1987, (ISBN 2-07-070879-9).
- L. Battini et P. Villard (éds.), Médecine et médecins au Proche-Orient ancien, Actes du Colloque International de Lyon, BAR S 1528, Oxford, 2006.
- (en) H. F. J. Horstmanshoff, M. Stol et C. R. van Tilburg (éds.), Magic and Rationality in Ancient Near Eastern and Graeco-Roman Medicine, Leyde, 2004
- (en) J. A. Scurlock, Magico-Medical Means of Treating Ghost-Induced Illnesses in Ancient Mesopotamia, Leyde, 2006
- (en) I. L. Finkel et M. J. Geller (éds.), Disease in Babylonia, Leyde et Boston, 2007
- (en) M. J. Geller, Ancient Babylonian Medicine, Theory and Practice, Malden et Oxford, Wiley-Blackwell, 2010
- M. Parys, « Introduction aux symptômes mentaux en Mésopotamie », dans O. Drewnowska et M. Sansowicz (dir.), Fortune and Misfortune in the Ancient Near East: Proceedings of the 60th Rencontre Assyriologique Internationale at Warsaw 21–25 July 2014, Eisenbrauns, Winona Lake, 2017, p. 105-117. En ligne :  https://www.researchgate.net/publication/312164422_Introduction_aux_symptomes_mentaux_en_Mesopotamie
- M. Parys, Les symptômes mentaux en Mésopotamie ancienne", thèse Archéologie et Préhistoire. Université Charles de Gaulle - Lille III, 2018. En ligne : https://tel.archives-ouvertes.fr/tel-02332774
- P. Villard "Bien être du corps et de l'esprit d'après la correspondance des exorcistes, médecins et lamentateurs des Sargonides", Estudos Orientais VIII, 2003, p. 33-60. En ligne : https://www.academia.edu/43165198/2003_Bien_e_tre_du_corps_et_de_lesprit_daprès_la_correspondance_des_exorcistes_médecins_et_lamentateurs_des_Sargonides
- P. Villard "Les guérisseurs à la cour néo-assyrienne", in L. Battini et P. Villard (éds.), Médecine et médecins au Proche-Orient ancien, Actes du Colloque International de Lyon, BAR S 1528, Oxford, 2006. En ligne : https://www.academia.edu/43061168/BAR1528_Gue_risseurs_a_cour_ne_o_assyriennepdf